# Natação nos Jogos Europeus de 2015 - 50 m costas feminino
A competição dos 50 metros costas feminino foi um dos eventos da natação nos Jogos Europeus de 2015, em Baku, no Azerbaijão. Foi disputada no Centro Aquático de Baku no dia 25 de junho.

## Calendário
Horário de verão do Azerbaijão (UTC+5).
| Data        | Horário | Fase         |
| ----------- | ------- | ------------ |
| 25 de junho | 09:30   | Eliminatória |
| 25 de junho | 17:37   | Semifinal    |
| 25 de junho | 18:59   | Final        |

## Medalhistas
| Ouro   | AUT Caroline Pilhatsch |
| Prata  | FRA Pauline Mahieu     |
| Bronze | RUS Maria Kameneva     |

## Recordes
Antes desta competição, os recordes mundiais e dos jogos europeus dessa prova eram os seguintes:
| Tipo                       | Atleta           | Tempo | Local | Data                |
| -------------------------- | ---------------- | ----- | ----- | ------------------- |
|                            | CHN Zhao Jing    | 27.06 | Roma  | 30 de julho de 2009 |
| Recorde dos Jogos Europeus | Não estabelecido | –     |       |                     |

Os seguintes recordes mundiais ou dos jogos europeus foram estabelecidos durante esta competição:
| Data        | Evento | Nome               | Nacionalidade | Tempo | Notas                      |
| ----------- | ------ | ------------------ | ------------- | ----- | -------------------------- |
| 25 de junho | Final  | Caroline Pilhatsch | Áustria       | 28.60 | Recorde dos Jogos Europeus |

## Resultados

### Eliminatórias
A eliminatória foi realizada no dia 25 de junho. 
| Pos. | Bateria | Raia | Nadadora                 | Nacionalidade          | Tempo | Notas |
| ---- | ------- | ---- | ------------------------ | ---------------------- | ----- | ----- |
| 1    | 4       | 3    | Pauline Mahieu           | FRA França             | 28.69 | Q,    |
| 2    | 4       | 4    | Caroline Pilhatsch       | AUT Áustria            | 28.80 | Q     |
| 3    | 5       | 4    | Maria Kameneva           | RUS Rússia             | 28.96 | Q     |
| 4    | 3       | 5    | Julie Kepp Jensen        | DEN Dinamarca          | 29.04 | Q     |
| 5    | 5       | 5    | Polina Egorova           | RUS Rússia             | 29.08 | Q     |
| 6    | 3       | 3    | Tania Quaglieri          | ITA Itália             | 29.24 | Q     |
| 7    | 4       | 6    | Maxine Wolters           | GER Alemanha           | 29.35 | Q     |
| 8    | 3       | 4    | Martina Menotti          | ITA Itália             | 29.41 | Q     |
| 9    | 3       | 2    | Maryna Kolesnykova       | UKR Ucrânia            | 29.83 | Q     |
| 10   | 4       | 5    | Ava Schollmayer          | SLO Eslovênia          | 29.83 | Q     |
| 11   | 2       | 8    | Barbora Janíčková        | CZE Chéquia            | 30.00 | Q     |
| 12   | 3       | 8    | Boyana Tomova            | BUL Bulgária           | 30.08 | Q     |
| 12   | 5       | 9    | Margaryta Bokan          | UKR Ucrânia            | 30.08 | Q     |
| 14   | 3       | 1    | Lia Neubert              | GER Alemanha           | 30.10 | Q     |
| 15   | 5       | 1    | Victoria Bierre          | DEN Dinamarca          | 30.17 | Q     |
| 16   | 5       | 6    | Iris Tjonk               | NED Países Baixos      | 30.22 | DES   |
| 16   | 5       | 2    | Rebecca Sherwin          | GBR Grã-Bretanha       | 30.22 | DES   |
| 18   | 4       | 1    | Julia Gus                | POL Polônia            | 30.24 |       |
| 18   | 5       | 8    | Or Tamir                 | ISR Israel             | 30.24 |       |
| 20   | 5       | 0    | Conni Rott               | AUT Áustria            | 30.25 |       |
| 21   | 4       | 0    | Danielle Hill            | IRL Irlanda            | 30.26 |       |
| 22   | 5       | 7    | Sezin Eligül             | TUR Turquia            | 30.34 |       |
| 23   | 5       | 3    | Margaret Markvardt       | EST Estônia            | 30.40 |       |
| 24   | 2       | 2    | Hana van Loock           | GER Alemanha           | 30.43 |       |
| 25   | 3       | 6    | Jana Augenstein          | GER Alemanha           | 30.45 |       |
| 26   | 4       | 2    | Lova Andersson           | SWE Suécia             | 30.46 |       |
| 27   | 2       | 6    | Melek Ayarci             | FIN Finlândia          | 30.60 |       |
| 28   | 4       | 8    | Iseult Hayes             | IRL Irlanda            | 30.61 |       |
| 29   | 4       | 7    | Arina Baikova            | LAT Letônia            | 30.62 |       |
| 30   | 3       | 9    | Meda Kulbačiauskaitė     | LTU Lituânia           | 30.72 |       |
| 31   | 1       | 7    | Ioanna Sacha             | GRE Grécia             | 30.78 |       |
| 31   | 2       | 4    | Michaela Trnková         | CZE Chéquia            | 30.78 |       |
| 33   | 3       | 7    | Roosa Mört               | FIN Finlândia          | 30.81 |       |
| 34   | 1       | 5    | Giulia Ramatelli         | ITA Itália             | 30.92 |       |
| 35   | 4       | 9    | Vladyslava Maznytska     | UKR Ucrânia            | 30.95 |       |
| 36   | 2       | 7    | Eline van den Bossche    | LUX Luxemburgo         | 30.96 |       |
| 37   | 2       | 5    | Gabriela Bernat          | POL Polônia            | 30.98 |       |
| 38   | 3       | 0    | Dalma Matyasovszky       | HUN Hungria            | 30.99 |       |
| 39   | 2       | 1    | Dorottya Dobos           | HUN Hungria            | 31.00 |       |
| 40   | 2       | 3    | Eveliina Kallio          | FIN Finlândia          | 31.19 |       |
| 41   | 2       | 9    | Signhild Joensen         | FRO Ilhas Faroé        | 31.42 |       |
| 42   | 1       | 3    | Nea-Amanda Heinola       | FIN Finlândia          | 31.46 |       |
| 43   | 1       | 4    | Maria Bjarnastein Antoft | FRO Ilhas Faroé        | 31.78 |       |
| 44   | 2       | 0    | Darya Douhal             | BLR Bielorrússia       | 31.81 |       |
| 45   | 1       | 6    | Yuliya Stisyuk           | AZE Azerbaijão         | 33.05 |       |
| 46   | 1       | 2    | Flaka Pruthi             | KOS Kosovo             | 33.49 |       |
| 47   | 1       | 1    | Jana Serafimovska        | MKD Macedônia do Norte | 34.40 |       |

### Desempate
Uma prova extra foi disputada dia 25 de junho para  a definição do último semifinalista.
| Pos. | Raia | Nadadora        | Nacionalidade     | Tempo | Notas |
| ---- | ---- | --------------- | ----------------- | ----- | ----- |
| 1    | 4    | Iris Tjonk      | NED Países Baixos | 29.84 | Q     |
| 2    | 5    | Rebecca Sherwin | GBR Grã-Bretanha  | 30.13 |       |

### Semifinal
A semifinal foi realizada no dia 25 de junho.

#### Semifinal 1
| Pos. | Raia | Nadadora           | Nacionalidade     | Tempo | Notas |
| ---- | ---- | ------------------ | ----------------- | ----- | ----- |
| 1    | 4    | Caroline Pilhatsch | AUT Áustria       | 28.63 | Q,    |
| 2    | 3    | Tania Quaglieri    | ITA Itália        | 28.97 | Q     |
| 3    | 5    | Julie Kepp Jensen  | DEN Dinamarca     | 29.29 | q     |
| 4    | 6    | Martina Menotti    | ITA Itália        | 29.37 | q     |
| 5    | 7    | Boyana Tomova      | BUL Bulgária      | 29.66 |       |
| 6    | 2    | Ava Schollmayer    | SLO Eslovênia     | 29.75 |       |
| 7    | 8    | Iris Tjonk         | NED Países Baixos | 29.80 |       |
| 8    | 1    | Lia Neubert        | GER Alemanha      | 30.00 |       |

#### Semifinal 2
| Pos. | Raia | Nadadora           | Nacionalidade | Tempo | Notas |
| ---- | ---- | ------------------ | ------------- | ----- | ----- |
| 1    | 4    | Pauline Mahieu     | FRA França    | 28.74 | Q     |
| 2    | 5    | Maria Kameneva     | RUS Rússia    | 28.94 | Q     |
| 3    | 6    | Maxine Wolters     | GER Alemanha  | 29.15 | q     |
| 4    | 3    | Polina Egorova     | RUS Rússia    | 29.29 | q     |
| 5    | 2    | Maryna Kolesnykova | UKR Ucrânia   | 29.72 |       |
| 6    | 1    | Margaryta Bokan    | UKR Ucrânia   | 29.75 |       |
| 7    | 7    | Barbora Janíčková  | CZE Chéquia   | 30.09 |       |
| 8    | 8    | Victoria Bierre    | DEN Dinamarca | 30.16 |       |

### Final
A final foi realizada no dia 25 de junho.
| Pos.              | Raia | Nadadora           | Nacionalidade | Tempo | Notas                      |
| ----------------- | ---- | ------------------ | ------------- | ----- | -------------------------- |
| Medalha de ouro   | 4    | Caroline Pilhatsch | AUT Áustria   | 28.60 | Recorde dos Jogos Europeus |
| Medalha de prata  | 5    | Pauline Mahieu     | FRA França    | 28.70 |                            |
| Medalha de bronze | 3    | Maria Kameneva     | RUS Rússia    | 28.77 |                            |
| 4                 | 2    | Maxine Wolters     | GER Alemanha  | 29.00 |                            |
| 5                 | 7    | Julie Kepp Jensen  | DEN Dinamarca | 29.12 |                            |
| 6                 | 6    | Tania Quaglieri    | ITA Itália    | 29.16 |                            |
| 7                 | 1    | Polina Egorova     | RUS Rússia    | 29.41 |                            |
| 8                 | 8    | Martina Menotti    | ITA Itália    | 29.49 |                            |

Legenda
| Recorde mundial            | Recorde mundial (World record)                     |                       | Recorde africano                      | Recorde africano (African) |                                           | Q | Classificado por posição (Qualified) |
| Recorde dos Jogos Europeus | Recorde dos Jogos Europeus (European Games record) | Recorde da América    | Recorde da América (Americas)         | q                          | Classificado por melhor tempo (Qualified) |   |                                      |
| Melhor marca do ano        | Melhor marca do ano (World leading)                | Recorde asiático      | Recorde asiático (Asian)              | DNS                        | Não largou (Did not start)                |   |                                      |
| Recorde nacional           | Recorde nacional (National record)                 | Recorde europeu       | Recorde europeu (European)            | DNF                        | Não terminou (Did not finish)             |   |                                      |
| Recorde pessoal            | Recorde pessoal do atleta (Personal best)          | Recorde da Oceania    | Recorde da Oceania (Oceania)          | DSQ / DQ                   | Desclassificado (Disqualified)            |   |                                      |
| Recorde da temporada       | Recorde da temporada do atleta (Season best)       | Recorde sul-americano | Recorde sul-americano (South America) | NM                         | Sem marca (No mark)                       |   |                                      |